# Olaf Schmidt (Holzbiologe)
Olaf Schmidt (* 23. November 1943 in Derschau, Oberschlesien; † 11. September 2024) war ein deutscher Holzbiologe und Hochschullehrer.

## Leben
Geboren während des Zweiten Weltkrieges folgte nach der Flucht in den Westen der Aufenthalt in einem Flüchtlingslager in Bayern. 1952 zog er mit seiner Mutter nach Essen, wo er bis 1965 zur Schule ging. Anschließend studierte er Biologie an der Universität Münster und schloss dieses 1973 mit einer Dissertation über den Einfluss von Vitamin B1 auf ein auxo-autotrophes Bakterium ab. Im November 1973 wechselte er zum Lehrstuhl für Holzbiologie an der Universität Hamburg, wo er 1980 habilitierte. 1983 wurde er dort Universitätsprofessor. Die Emeritierung erfolgte im Jahr 2008. Auch über 15 Jahre nach seiner Emeritierung war er noch immer an der Universität Hamburg tätig.

## Wirken
Die Hauptbereiche seiner Forschungsarbeiten waren die Eigenschaften und Einflüsse auf die Holzfäule von holzbewohnenden Bakterien, sowie die physiologische Charakterisierung von Hausfäulepilzen. Hierzu gehörten ebenso Untersuchungen über die ribosomale DNA (rDNA), die Identifizierung von Gattungen, Familien und Ordnungen möglich machen. Zudem wurden von ihm für Basidiomyceten die ersten MAL-DI-TOF-Massenspektrometrie-„fingerprints“ erarbeitet. Weitere Arbeiten befassten sich mit dem Wachstum von Speisepilzen auf Holzabfällen, sowie Wechselwirkungen zwischen Mikroorganismen und lebenden Bäumen. Aktuelle Forschungen betreffen den bakteriellen Ursprung des Rosskastaniensterbens, sowie mögliche Behandlungen bereits erkrankter Bäume.
Neben seiner internationalen Forschungstätigkeit hielt Schmidt rund vier Jahrzehnte Vorlesungen für den Studiengang Holzwirtschaft. Seine über 170 begutachteten Publikationen sind mit über 50 Co-Autoren entstanden.

## Werke
- Olaf Schmidt: Holz- und Baumpilze: Biologie, Schäden, Schutz, Nutzen. Springer, Berlin, Heidelberg 1994, ISBN 978-3-642-78580-1.
  - Olaf Schmidt: Wood and Tree Fungi: Biology, Damage, Protection, and Use. Springer, Berlin, Heidelberg 2006, ISBN 978-3-540-32138-5.